# Peropteryx kappleri
Peropteryx kappleri (Peters, 1867) è un pipistrello della famiglia degli Emballonuridi diffusa nell'America centrale e meridionale.

## Descrizione

### Dimensioni
Pipistrello di medie dimensioni, con la lunghezza della testa e del corpo tra 63 e 75 mm, la lunghezza dell'avambraccio tra 45 e 52 mm, la lunghezza della coda tra 11 e 20 mm, la lunghezza del piede tra 9 e 11 mm, la lunghezza delle orecchie tra 13 e 16 mm e un peso fino a 13 g.

### Aspetto
La pelliccia è lunga. Le parti dorsali variano dal marrone chiaro al marrone scuro, mentre le parti ventrali sono più chiare. Il muso è nerastro, appuntito e privo di peli, la fronte è alta. Le orecchie sono triangolari, con l'estremità arrotondata, nerastre, ricoperte di pliche cutanee nella superficie interna del padiglione auricolare e ben separate tra loro. Il trago è corto e con l'estremità arrotondata, mentre l'antitrago è semi-circolare, lungo e si estende in avanti quasi fino all'angolo posteriore della bocca. Le membrane alari sono nerastre e attaccate posteriormente sulle caviglie, una sacca ghiandolare è presente tra l'avambraccio e il primo metacarpo è disposta parallelamente al corpo, si estende fino al bordo d'entrata alare e si apre in avanti. La coda è relativamente lunga e fuoriesce dall'uropatagio a circa metà della sua lunghezza. Il calcar è lungo.

## Biologia

### Comportamento
Si rifugia in gruppi di 1-6 individui in piccole grotte, tronchi abbattuti, in cavità degli alberi in prossimità del terreno e occasionalmente in edifici. Il volo è lento.

### Alimentazione
Si nutre di insetti catturati sia in volo che sulla vegetazione.

### Riproduzione
Danno alla luce un piccolo alla volta nel mese di giugno.

## Distribuzione e habitat
Questa specie è diffusa dallo stato messicano meridionale di Veracruz, attraverso tutta l'America centrale fino allo stato brasiliano di Rio de Janeiro e la Bolivia settentrionale.
Vive nelle foreste mature sempreverdi fino a 1.500 metri di altitudine.

## Tassonomia
Sono state riconosciute 2 sottospecie:
- P.k.kappleri: dallo stato messicano di Veracruz, attraverso Belize, Guatemala settentrionale, Honduras, Nicaragua, Costa Rica, Panama, Colombia, Venezuela, Ecuador, Guyana, Suriname, Guyana francese, Bolivia settentrionale fino agli stati brasiliani di Pernambuco, Bahia, Espírito Santo, Rio de Janeiro e San Paolo;
- P.k.intermedia (Sanborn, 1951): Perù orientale.

## Conservazione
La IUCN Red List, considerato il vasto areale, classifica P.kappleri come specie a rischio minimo (Least Concern)).